# Entasis

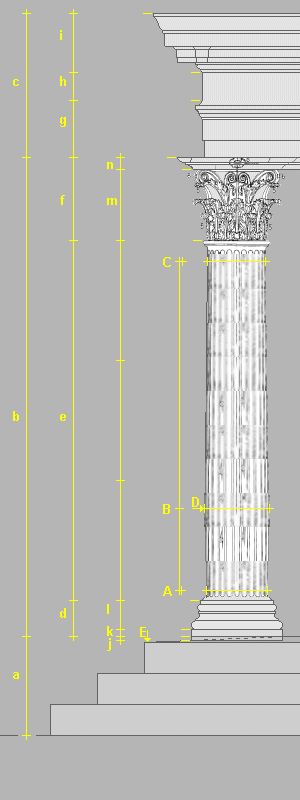
Diagram van een Korinthische zuil die een entasis laat zien bij "D"

Entasis (Grieks: ἔντασις „Aanspanning“) is een curve of bolling in de verjonging van een zuilschacht aangebracht, onder meer toegepast in de Dorische orde, vooral bij tempels van grotere afmetingen zoals onder meer het Parthenon. De techniek werd ook toegepast bij de dorische tempels van Segesta, Selinunte, Agrigento en Paestum. Bij Paestum is de entasis 1/120 deel van de zuilhoogte, bij het Parthenon is het genuanceerder nl 1/600.

Deze techniek werd toegepast om de optische indruk van het "doorbuigen" tegen te werken. Reeds bij de Egyptische piramides werd een dergelijke optische correctie nagestreefd.